# Yazaldes Nascimento
Yazaldes Afonso Nascimento (Lobata, 17 de abril de 1986) é um atleta português de ascendência são-tomense, especialista nos 100 metros. Representa atualmente o Atletismo do Sport Lisboa e Benfica.
Representou São Tomé e Príncipe nos Jogos Olímpicos de Verão de 2004, em Atenas, na Grécia, alcançando a oitava posição na eliminatória dos 100 metros. Também competiu no Campeonato Mundial de Atletismo de 2005, em Helsínquia, na Finlândia.
Yazaldes Nascimento adquiriu a nacionalidade portuguesa em julho de 2006.